# Ludwig von Hofmann

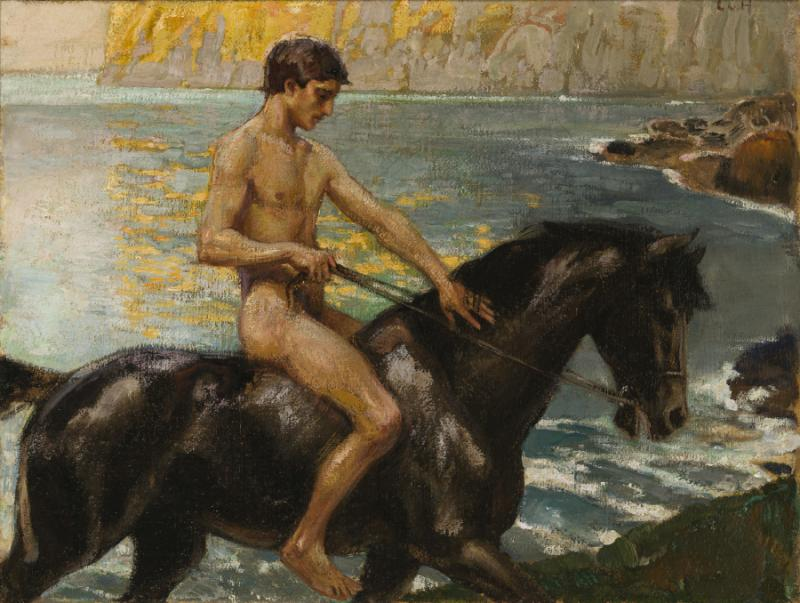
Der Reiter am Strand (c. 1890).

Ludwig von Hofmann, född 17 augusti 1861 i Darmstadt, död 23 augusti 1945 i Pillnitz, var en tysk målare. Han var brorson till målaren Heinrich Hofmann. 
Hofmann målade under Pierre Puvis de Chavannes inflytande aktbilder och idealiserande landskap. Han var även verksam som tecknare för flera arter konsthantverk.